# Ildefons Pauler
Ildefons Aloisy Pauler OT (ur. 9 listopada 1903, w wiosce Hirschdorf (Jelenice), obecnie dzielnica miasta Witków, koło Opawy na Śląsku Czeskim, zm. 9 stycznia 1996 w Wiedniu) – ksiądz katolicki, wielki mistrz zakonu krzyżackiego od 6 października 1970 do 29 sierpnia 1988.  
26 lipca 1931 roku przyjął w Innsbrucku święcenia kapłańskie. W 1988 przeszedł na emeryturę i wyjechał do Wiednia. 